# Icko Iben
Icko Iben, Jr., né le 27 juin 1931 à Champaign et mort le 11 juin 2025, est un astronome américain et un Distinguished Professor à l'université de l'Illinois à Urbana-Champaign. Iben obtint son PhD à l'université de l'Illinois in 1958. Il est surtout connu pour ses contributions aux modèles théoriques d'étoiles, à la théorie de l'évolution stellaire, à la formation des nébuleuses planétaires, la convection des éléments lourds dans les géantes rouges et la modélisation des flashes thermiques dans les géantes de la branche asymptotique.
Iko Iben reçoit le Henry Norris Russell Lectureship en 1989 et la médaille Eddington en 1990.